# Frukostkorv
Frukostkorv är en korv som före 1 januari 2003 tillhörde de namnskyddade livsmedlen i Sverige.
Innehållsdeklarationen varierar något mellan tillverkare men innehåller vanligen kött från gris cirka 60 %, kött från nöt cirka 15%, vatten, potatismjöl, salt, socker, kryddor lök, vitpeppar, eventuellt paprika och muskot. Tillåtna tillsatsmedel är askorbinsyra som antioxidationsmedel, nitrit som konserveringsmedel. Frukostkorv är alltid rökt med alspån och i naturskinn.